# Ramón Pradera
Ramón Fernando Pradera Leonardo (Valladolid, año 1946-Madrid, 17 de enero de 2018), fue un director y realizador de televisión español.

## Trayectoria
Realizó sus estudios elementales en el Colegio Nuestra Señora de Lourdes de Valladolid. Finalizada esta etapa, se matricula en Arquitectura en la Universidad de Navarra, pero enseguida pasa a Periodismo. 
Sus inicios en la profesión se remontan a su adolescencia, donde colabora con la revista Unión de su colegio. bajo el seudónimo de Rampra. Después, trabaja en Televisión Española desde la década de los setenta, donde a lo largo de dos décadas dirige decenas de programas de la cadena pública, desde los magazines Buenas tardes (1973), 35 millones de españoles (1974-1975), Hoy por hoy (1976), con Tico Medina y Jana Escribano y 300 millones hasta el programa musical ¡Qué noche la de aquel año! (1987), presentado por Miguel Ríos, pasando por los infantiles Sabadabada (1982-1984) y El kiosco (1984-1985) o los concursos Todo queda en casa (1986) y El precio justo (1988), con Joaquín Prat. Con sus programas obtuvo numerosos premios y reconocimientos entre los que destacan dos Premios Ondas, un Premio Nacional de Televisión y varios TP de Oro En 1989 consiguió la mayor audiencia del año y ocupó siete de las diez primeras posiciones.
En 1990, Manuel Martín Ferrand, consejero delegado de Antena 3, lo contrata para que forme parte del equipo fundador  como Gerente de Programas de la entonces recién nacida cadena, poniendo en marcha la mítica serie de ficción Farmacia de guardia. En esa cadena asumió el cargo director de Programación y permanece hasta septiembre de 2000.
Tras su paso por Telefónica Media como director de Integración y Sinergias, en 2004 fue nombrado director de Estudios y Control Interno de Radio Televisión Madrid por el entonces director general, Manuel Soriano. En 2006 asumió el cargo de director de Antena de Telemadrid, puesto que desempeñó hasta noviembre de 2007. Desde dicha fecha pasó a ocupar la dirección de Estudios y Estrategia y posteriormente la dirección de Estudios hasta el 5 de septiembre de 2016.
Falleció el 17 de enero de 2018 en Madrid a causa de una larga enfermedad.

### Vida privada
Su padre era Ramón Pradera Orihuela (1912-1966), el que fuera presidente del Real Valladolid Club de Fútbol durante siete años y tenía cinco hermanos. Estuvo casado con María Cristina Rodríguez-Monsalve Garrigós y tuvieron un hijo, Ramón Santiago Pradera Rodríguez-Monsalve (Valladolid, 1972), presentador de televisión.